# خبز التفتون
خبز التفتون أو الخبز الإيراني (بالفارسية: تافتون) (بالإنجليزية: Taftan)‏ هو خبز قمحي نفاشي يعود أصله إلى إيران وباكستان وأتر برديش في شمال الهند وينتج أيضاً في مناطق في العراق، تصنع مكونات هذه الخبر من الحليب والخميرة والبيض. يخبز هذا الخبز أيضاً في التنور ويتميز عن خبز التنور بصغر حجمة وكبر انتفاخ أطرافه.

## معرض صور

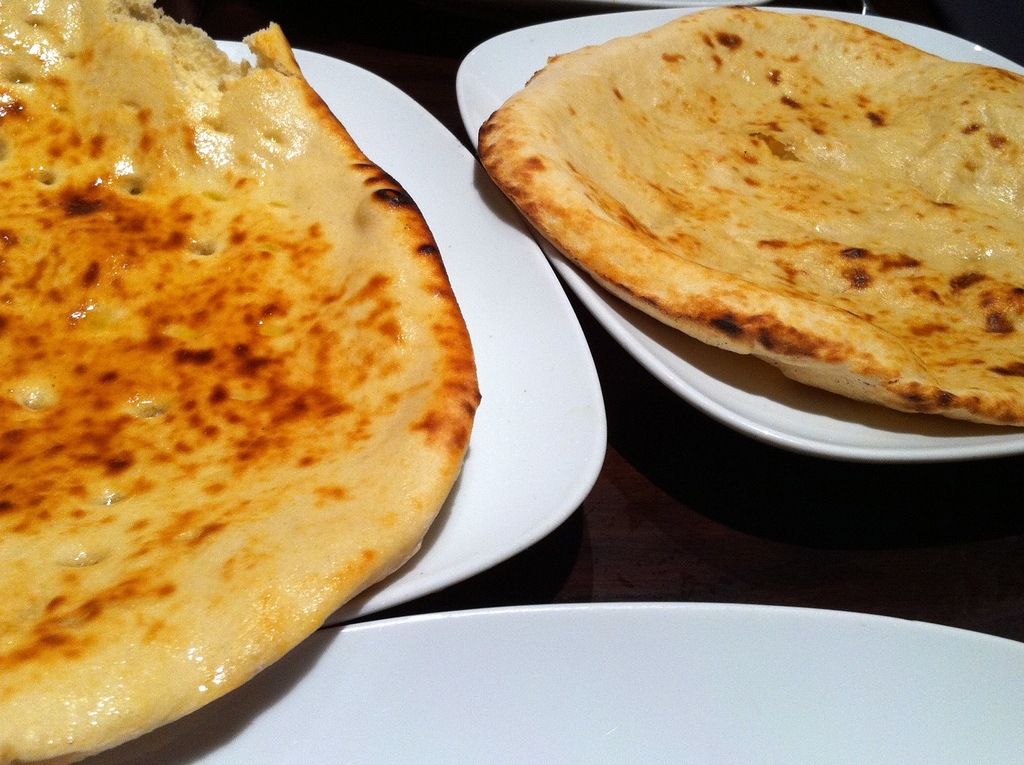
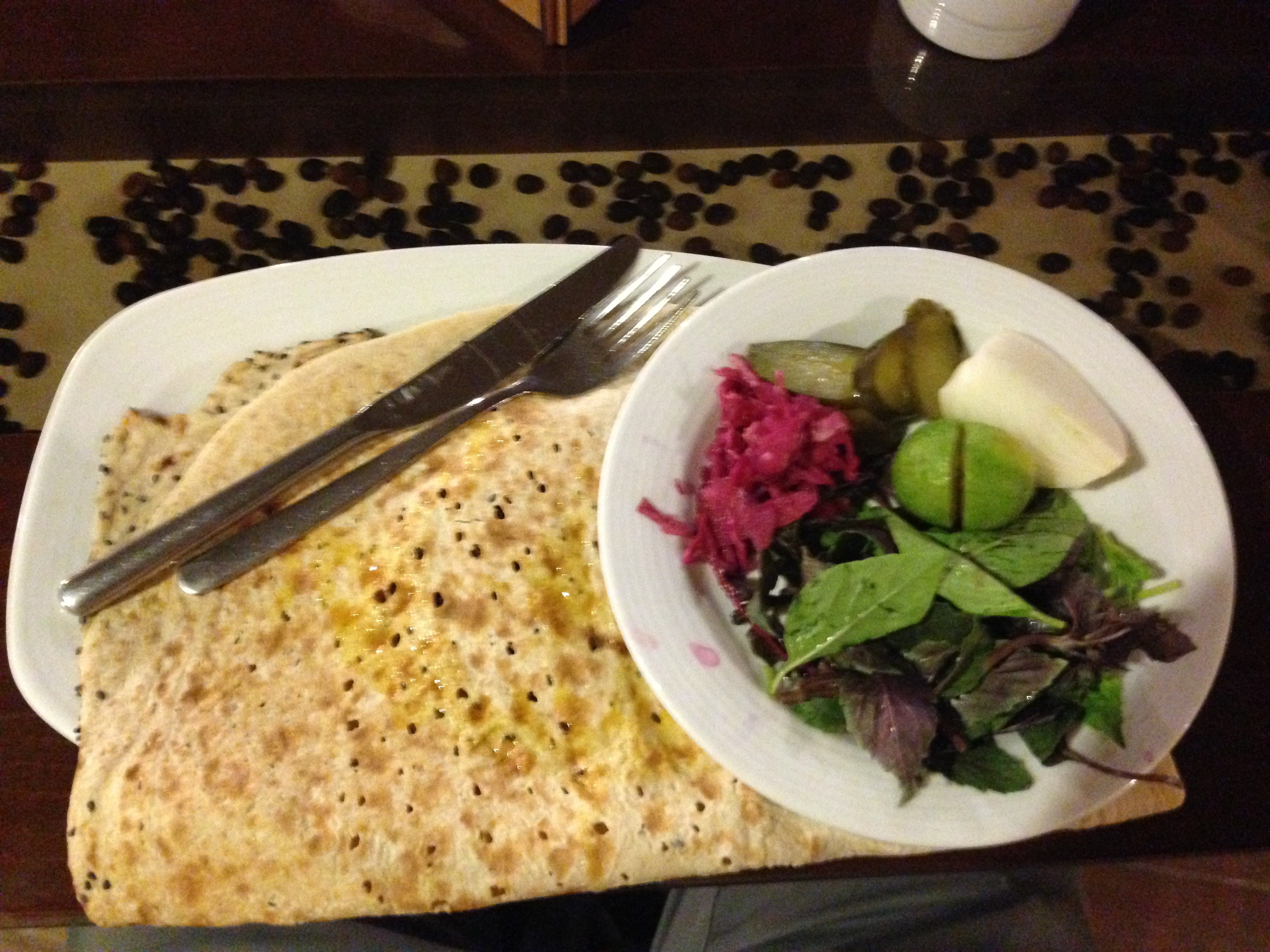
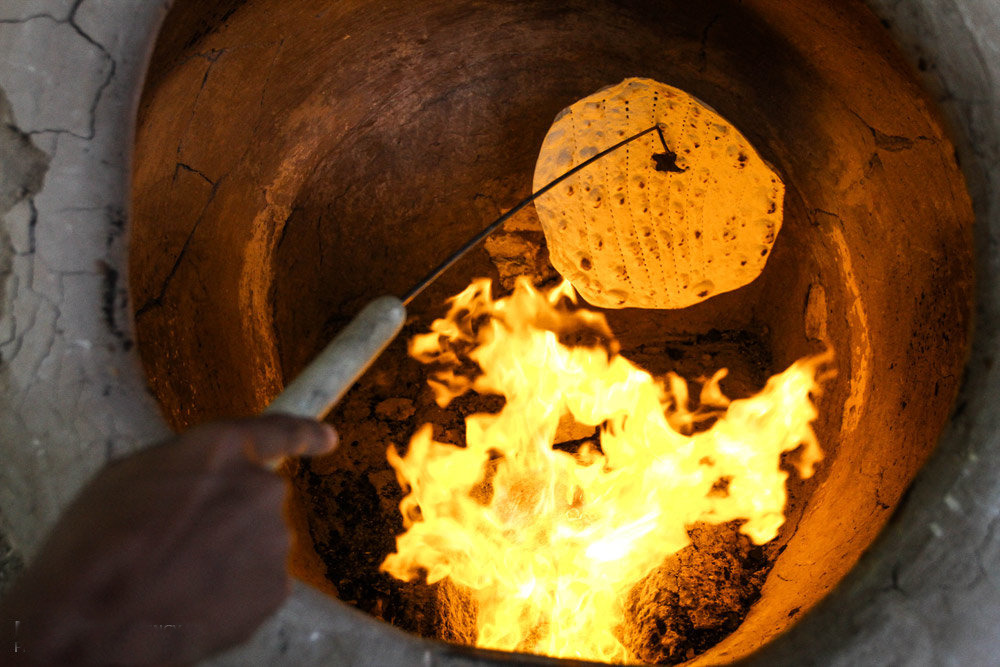
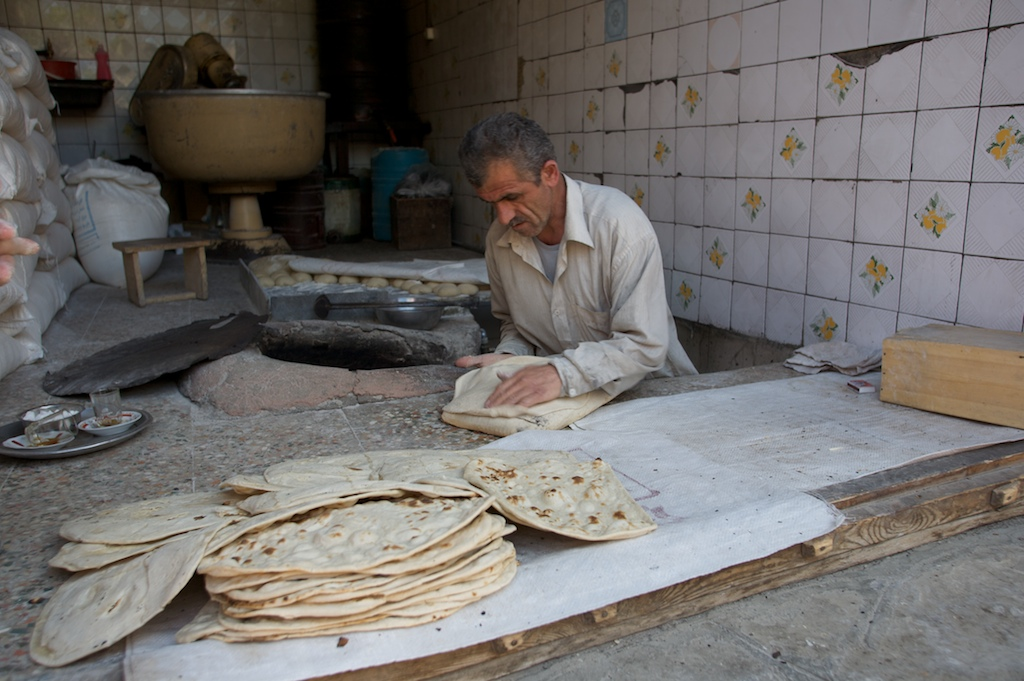
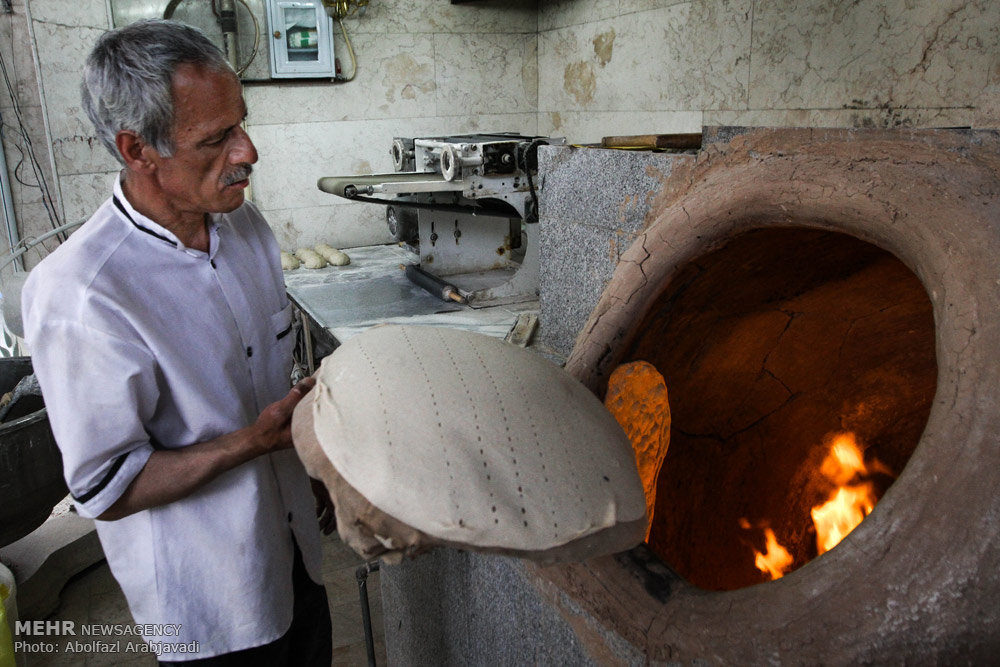
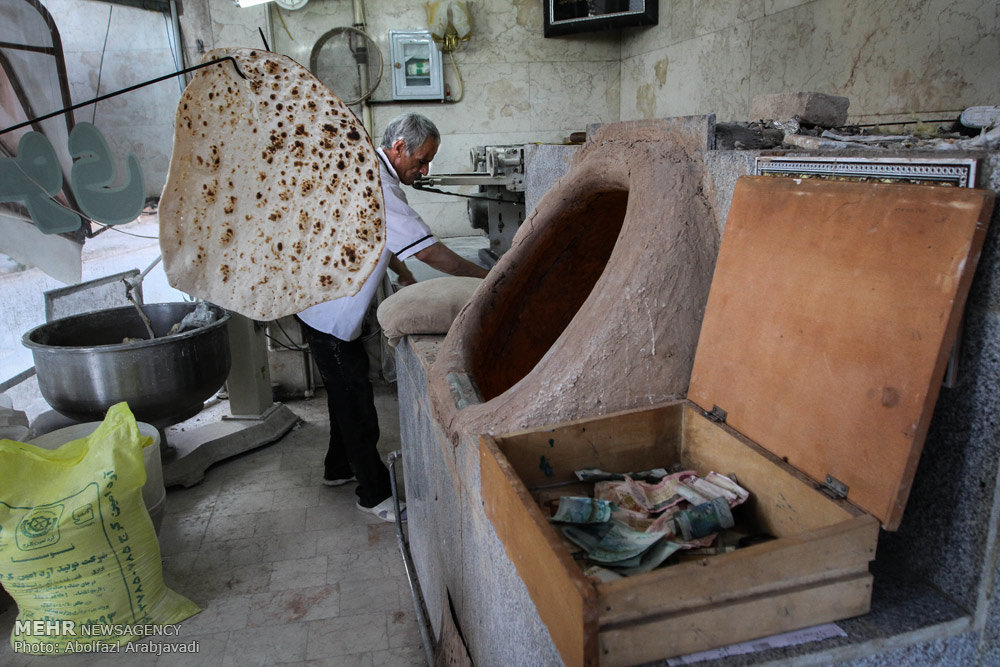
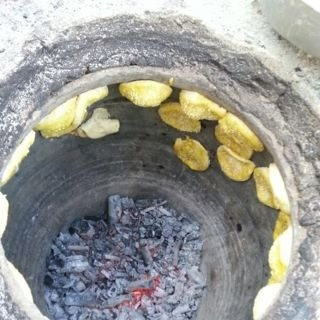
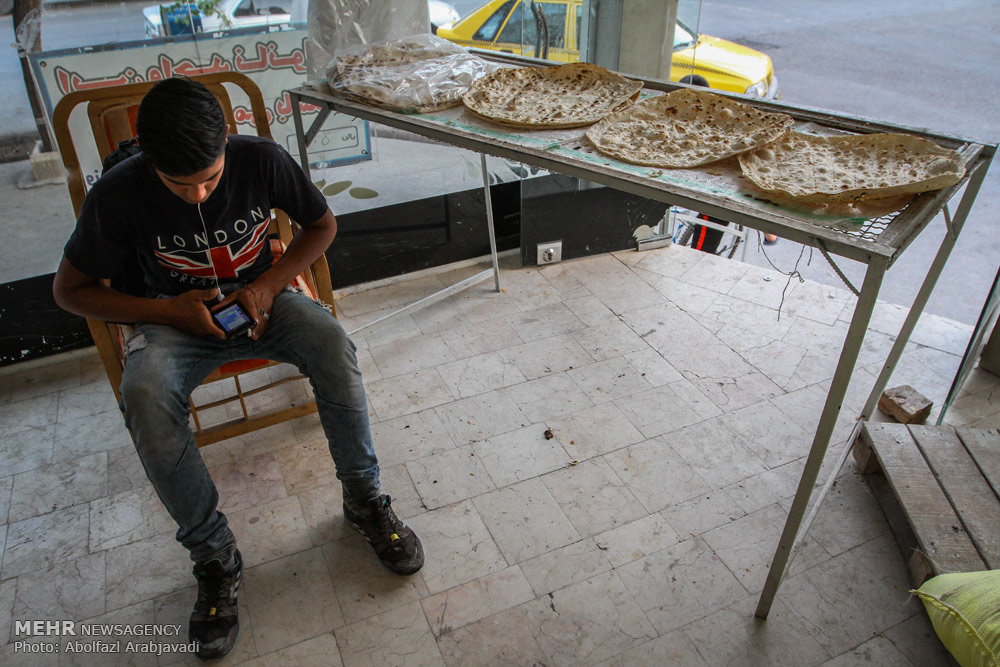
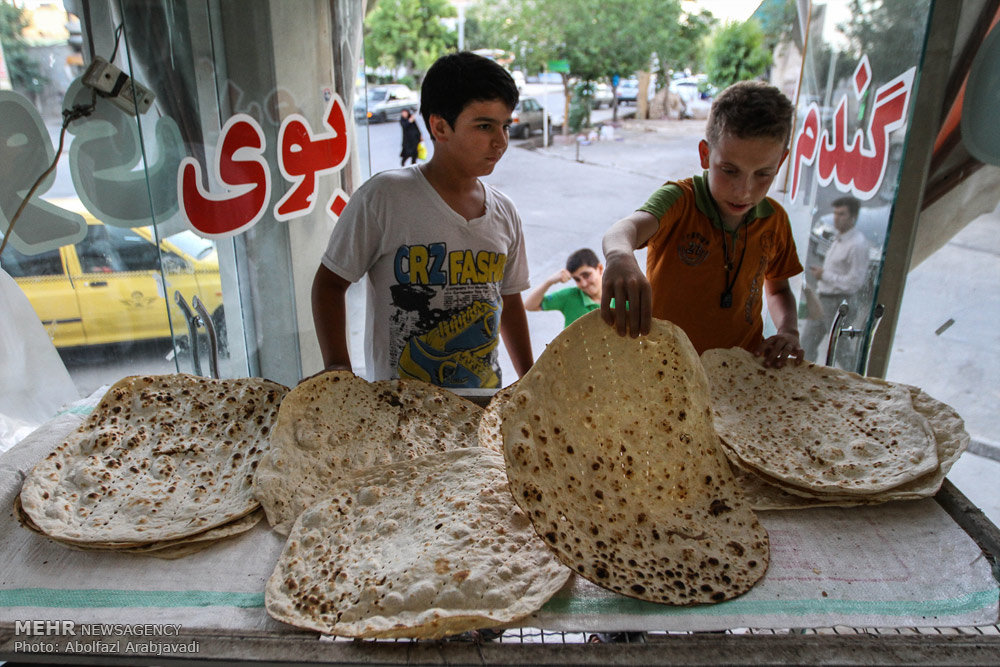